# 2023년 프랑스 연금 개혁 파업
2023년 프랑스 연금 개혁 파업은 2023년 1월 19일 프랑스 에서 은퇴 연령을 62세에서 64세로 늘리는 프랑스 보른 정부가 제안한 연금개혁법에 반대하는 사람들로부터 시작된 일련의 소요 사건이다. 파업으로 거리에 쓰레기가 쌓이고 대중교통 운행이 중단되는 등 광범위한 혼란이 발생했다. 3월에 정부는 헌법 49조 3항을 적용해 법안을 프랑스 의회에 통과시켰고, 더 많은 시위가 발생해 두 번의 불신임 투표를 촉발시켰고, 노조가 조직한 파업 행동과 함께 시위에서 폭력이 증가하는 데 일조했다.
국경 없는 기자회, 인권연맹 등 인권단체를 포함한 여러 단체는 프랑스의 시위 진압과 언론인에 대한 공격을 비난했다. 또한 유럽 평의회는 '국가의 과도한 무력 사용'을 비판했다.

## 같이 보기
- 2023년 프랑스 폭동
- 2010년 프랑스 연금개혁법 반대 시위
- 프랑스의 68운동
- 노란 조끼 운동